# 중국의 해외 비밀 경찰서

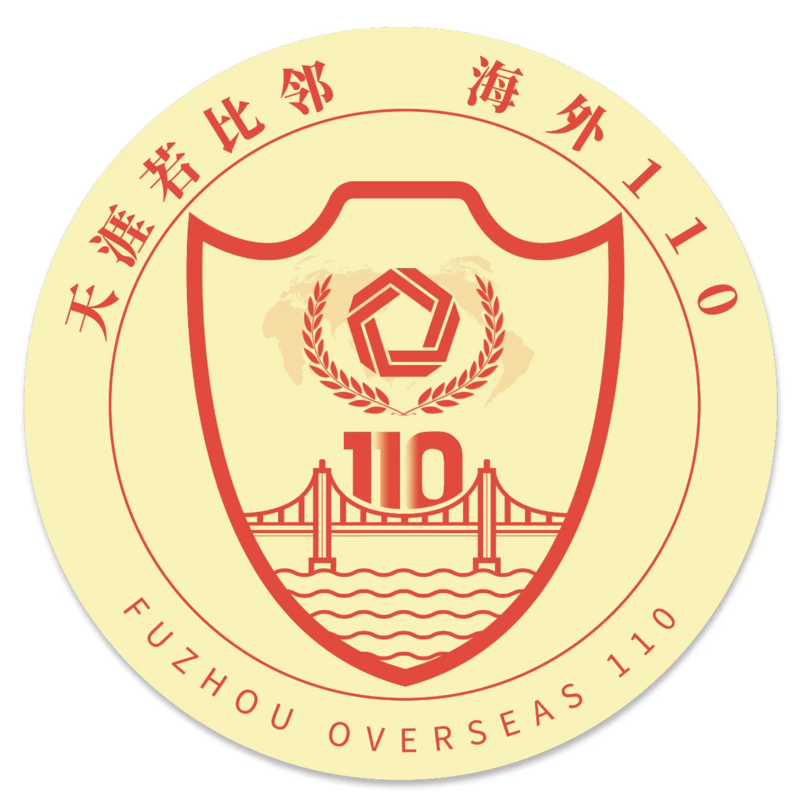
푸저우 해외 경찰 작전 배지

해외 서비스 스테이션(중국어: 海外服务站, 병음: hǎiwài fúwù zhàn)이라는 용어와 관련 문구인 "해외 110" 또는 "110 해외"(중국어: 海外110, 병음: hǎiwài yāoyāolíng, 직역: abroad 110; 중국의 경찰 긴급 전화번호인 110을 암시)은 중화인민공화국의 현지 공안국이 다른 나라에 설립한 다양한 해외 사무소를 지칭한다.
2022년 인권단체 세이프가드 디펜더스가 중국 정부가 이 스테이션들을 불법적으로 사용하여 해외의 중국 반체제 인사와 범죄 용의자들을 위협하고 중국으로 귀국하도록 압박한다고 비난하는 보고서를 발표한 후, 중국 경찰 해외 서비스 스테이션들은 대중의 주목을 받았다. 이 보고서로 인해 여러 나라 정부가 해당 스테이션에 대한 조사를 시작했다.

## 역사
이 스테이션들은 2014년에 처음 설립되었으며, 공식적으로는 화교의 일상적인 서류 작업을 돕고 거주 국가의 국내 법 집행 기관과 연락을 취하는 것을 목적으로 한다. 푸젠성 출신 화교의 수가 많기 때문에 푸젠성의 공안국들이 이 스테이션들을 가장 많이 운영한다.

### 세이프가드 디펜더스 보고서
제임스타운 재단에 글을 쓰는 매트 슈레이더에 따르면, "해외 중국 서비스 스테이션"(중국어: 华助中心, 병음: huázhù zhōngxīn, 직역: Chinese assistance center)은 2014년에 처음 설립되었으며, 2019년까지 39개국에 45개 센터가 개설되었다. 슈레이더에 따르면, 이 센터들은 대부분 기존의 통일전선 조직에서 형성되었으며 경찰 권한은 없었다. 슈레이더는 또한 이 센터들이 비판에도 불구하고 범죄 피해자가 주재국 경찰과 협력하는 것을 돕거나 신규 이민자를 통합하는 등 여러 합법적인 목적을 수행했다고 언급했다. 슈레이더는 이 센터들과 중국 정부, 특히 중국공산당 중앙통일전선공작부 (UFWD) 직원들 간의 관계 및 이들의 정치적 영향력 행사에 대한 투명성 부족을 지적했다.
이후 난퉁 경찰서는 2016년 시범 프로젝트의 일환으로 "해외 110"(중국어: 海外110, 병음: hǎiwài yībǎiyīshí, 직역: abroad 110) 문구와 관련된 최초의 "해외 서비스 스테이션"을 설치했다. 이 부서는 6개국에 사무소를 설립했으며, 중국 국민과 관련된 최소 120건의 형사 사건을 해결하고 미얀마, 캄보디아, 잠비아에서 80명 이상을 구금했다. 네덜란드 단체 RTL 뉴스 및 "팔로우 더 머니"는 이후 원저우의 공안국이 호주 시드니에 "연락 거점"을 설치했으며, 리수이 공안국은 2018년에 네덜란드에 두 개의 사무소(하나는 암스테르담에, 다른 하나는 로테르담에)를 설립했다는 사실을 밝혀냈다. 푸저우와 칭톈현 카운티의 경찰 기관들은 가장 많은 사무소를 설치했으며, 후자는 2019년에 프로그램을 시작했다. 자유아시아방송은 2022년 10월 현재 총 30개국에 54개의 스테이션이 설립되었다고 보도했다.
세이프가드 디펜더스는 2022년 9월에 초기 보고서를, 2022년 12월에 후속 보고서를 발표했으며, 경찰서들이 폭스 헌트 작전이라는 프로그램의 일부이며, 반체제 인사들을 포함하여 중국 정부가 수배하는 개인들을 괴롭히고 강요하는 데 사용되었다고 주장했다. 이들은 가족과 본인에게 위협을 가하여 중국으로 귀국하도록 압박하고, 그곳에서 구금될 것이라고 했다. 세이프가드 디펜더스는 2021년 4월부터 2022년 7월 사이에 중국 정부가 23만 명의 "사기 용의자"가 "설득되어 귀국"했다고 기록했다고 주장했다. 이 단체는 이 스테이션들이 중국 경찰이 경찰 협력 규칙 및 절차를 회피하게 하여 주재국의 주권을 침해했다고 밝혔다. 예를 들어, 소셜 미디어 게시물로 인해 중국을 떠나 네덜란드에서 망명을 허가받은 반체제 인사 왕징위는 로테르담 스테이션으로부터 협박 및 괴롭힘 메시지를 받아 중국으로 돌아오도록 압박받았으며, 중국에 남아있던 그의 부모도 표적이 되었다고 주장했다. 왕징위는 나중에 협박을 조작한 것으로 밝혀졌다. 더 넓은 예로, 미얀마의 라이양 정부가 운영하는 해외 스테이션에서 발행한 공지에는 불법적으로 체류하는 중국 국민은 중국으로 귀국해야 하며, 그렇지 않으면 국가 복지 혜택 취소와 같은 "사랑하는 사람들에게 결과가 있을 것"이라고 명시되어 있었다. 중국 외교부의 익명 관리는 엘 코레오와의 인터뷰에서 스테이션들이 정부 수배자들을 중국으로 귀국하도록 설득하는 "설득" 전술을 사용했다고 밝히며, 유럽 국가들이 중국으로 범죄자를 인도하는 데 어려움을 겪고 있다고 지적했다.

#### 반응
예일 법학자이자 중국 전문가인 제레미 다음(Jeremy Daum)에 따르면, 해당 보고서에는 몇 가지 사실 및 맥락 오류가 포함되어 있었다. 세이프가드 디펜더스는 이후 다음이 지적한 일부 오류를 수정한 보고서를 발표했다.
해외에 거주하는 중국 반체제 인사들은 해외 경찰 서비스 스테이션들이 위협적이라고 느꼈다. 싱가포르 국립 대학의 정치학 부교수인 청자이안은 스테이션들이 목적과 관계없이 등록되어야 한다고 말하며, 이러한 논란은 "공식적인 발표에도 불구하고 [중국의] 법치주의 및 주권 존중에 대한 실제적인 약속에 의구심을 제기한다"고 덧붙였다.

### 다른 정부들의 조사
이에 대응하여 미국, 캐나다, 일본, 영국, 스페인, 포르투갈, 네덜란드 등 일부 국가들은 해당 스테이션들을 조사할 것이라고 발표했다.

#### 오스트레일리아
2022년 11월, 오스트레일리아 연방 경찰은 상원 청문회에서 중국 경찰이 시드니에 그러한 스테이션을 유지하고 있다고 믿지 않는다고 밝혔다.

#### 캐나다
2022년 11월, 캐나다는 중국 대사 충페이우를 소환하고 해당 스테이션에 대한 정지 및 중지 경고를 발행했다.
2023년 3월, 왕립 캐나다 기마경찰 (RCMP)은 퀘벡에 있는 두 개의 경찰서에 대한 조사를 발표했다.
몬트리올 지역의 두 중국인 커뮤니티 단체는 RCMP가 비밀 중국 경찰서를 운영했다는 비난에 대해 사과하지 않으면 소송을 제기하여 250만 달러의 손해 배상을 청구할 것이라고 밝혔다. 이 단체들의 변호사인 메리스 라포인트는 해당 주장을 거짓이며 명예훼손이라고 불렀다. 몬트리올 차이나타운 라운드테이블 코디네이터인 메이 치우는 RCMP가 이 단체들을 조사하면서 직원들과 대화조차 요청하지 않고 이사들만 인터뷰한 것을 비판했다. 이 단체들은 정부 자금 지원을 잃어 프랑스어 교육 및 가정 폭력 피해자 지원과 같은 프로그램을 축소할 수밖에 없었다고 말했다. RCMP는 다음과 같이 광범위하게 진술했다: "RCMP가 조사하는 활동 중 일부는 중국계 캐나다인 커뮤니티에 다른 합법적인 서비스를 제공하는 장소에서 발생하고 있다는 점을 아는 것이 중요하다."
캐나다 정보 분석가 스콧 맥그레거와 언론인 이나 미첼은 2023년 저서 "모자이크 효과"에서 밴쿠버, 브리티시컬럼비아주에 본사를 둔 캐나다 사회 서비스 조직인 S.U.C.C.E.S.S.가 해외 중국인 사무소 (OCAO)에 의해 "해외 중국인 서비스 조직"으로 등록되어 있으며, 이 조직은 중국계 캐나다인 커뮤니티에 합법적인 서비스를 제공하면서도 폭스헌트 작전과 관련된 단체들과 협력하는 사례라고 지적했다.(pp. 115–128) 2024년 7월, 캐나다 정부는 자국 내 중국 경찰서 지도를 작성했으며, 이에 대한 대응 방안을 모색하기 위해 G7과 정보를 공유할 것이라고 발표했다.

#### 독일
2022년 가을, 독일 내 중국 경찰 해외 서비스 스테이션에 대한 첫 보고서가 나왔다. 독일에는 최소 5개의 스테이션이 존재했다. 2023년 3월, 정치인 리타 슈바르첼루르-수터 (사민당)는 독일에서 두 개의 경찰서가 여전히 운영 중이며, 이는 독일의 주권을 침해한다고 밝혔다. 그녀는 이 경찰서들이 "중화인민공화국의 외교 공관과 좋은 관계를 맺고 중국 보안 당국의 신뢰를 받는 사람들에 의해 운영되며, 이들은 또한 중국의 통일전선 조직에 연루되어 있다"고 말했다.
2024년 11월 독일 TV RTL/ntv의 조사에 따르면, 베를린, 함부르크, 뒤셀도르프, 뮌헨 및 루르 지역에 있는 최소 4개의 스테이션이 여전히 활동 중인 것으로 나타났다.

#### 아일랜드
더블린에 있는 해외 서비스 스테이션들은 2022년 10월 말 아일랜드 외교부에 의해 폐쇄 명령을 받았는데, 그 중 한 곳은 이미 전자 신분증 갱신 절차가 도입되었을 때 운영을 중단하고 간판을 내린 상태였다.

#### 이탈리아
2022년 12월, 이탈리아는 경찰이 이탈리아 도시 내에서 중국 경찰관들과의 합동 순찰을 중단할 것이라고 발표했으며, 내무부 장관 마테오 피안테도지는 해당 순찰이 해외 스테이션과는 관련이 없다고 명확히 밝혔다. 2023년, 프로퍼블리카의 조사에 따르면 프라토에 있는 "푸저우 경찰 해외 서비스 스테이션"의 지도자들이 조직 범죄와 연관되어 있었다.

#### 일본
2024년 2월, 도쿄 경찰은 COVID-19 사기 조사 일환으로 해외 경찰서를 급습했다. 일본 언론은 오키나와에 해외 경찰서를 설립하려는 시도가 저지되었다고 보도했다.

#### 네덜란드
네덜란드 외교부는 또한 중국 정부가 외교적 경로를 통해 스테이션에 대해 통보하지 않았으므로 불법적으로 운영되었다고 밝히며, 이들의 행위에 대한 추가 조사를 실시할 것이라고 말했다. 외무장관 보프커 훅스트라는 나중에 두 사무실 모두에 폐쇄 명령을 내렸다. 암스테르담 시장은 2023년 2월 암스테르담 경찰이 시내에서 경찰서를 찾을 수 없었다고 발표했다.

#### 대한민국

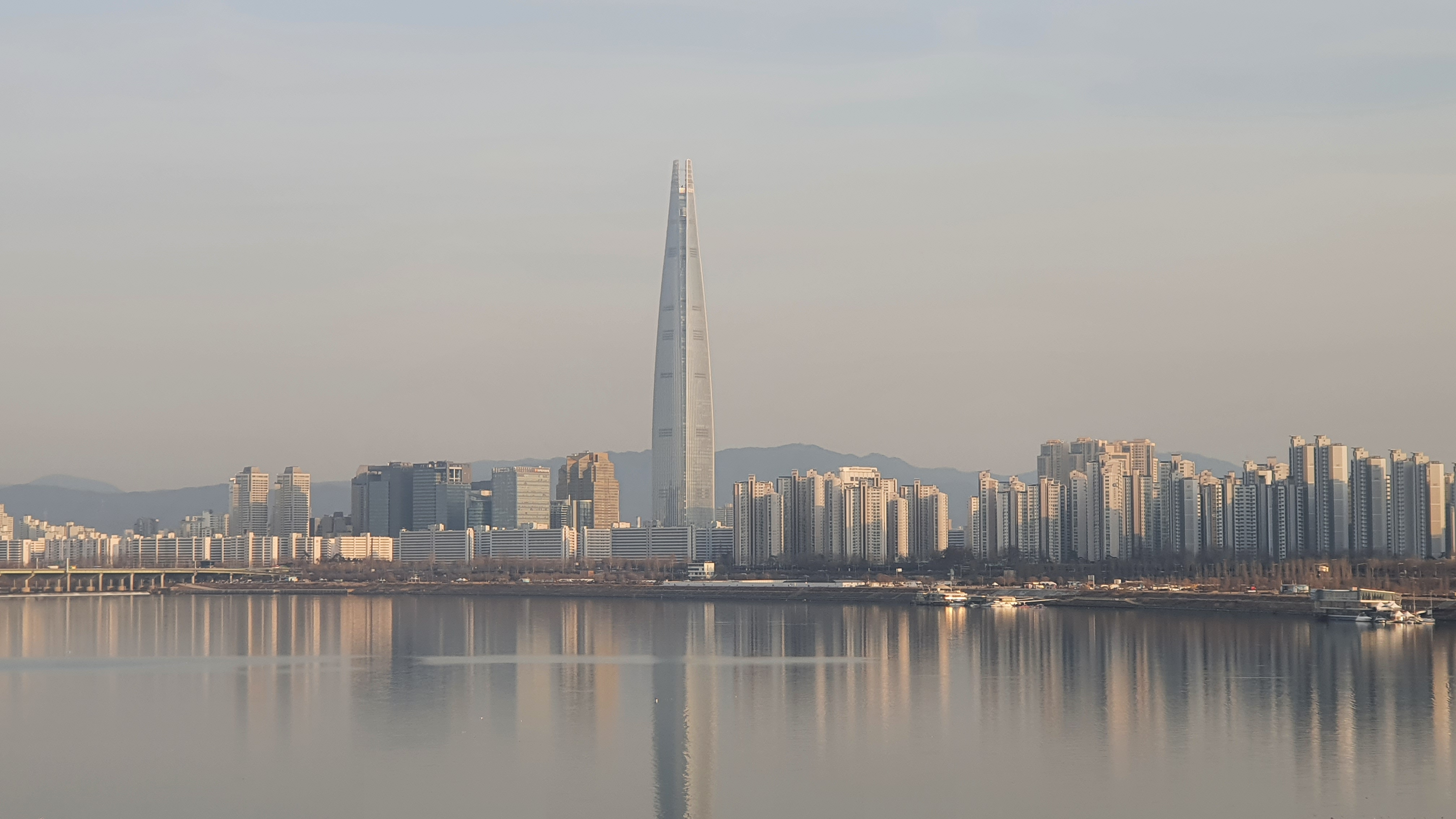
청담대교를 가로지르는 서울 지하철 7호선 열차에서 본 롯데월드타워와 한강. 해외 경찰서 역할을 하는 것으로 의심되는 강변 중국 식당은 맨 오른쪽에 있다.

2023년 6월, 대한민국 당국이 국내 중국 경찰 해외 서비스 스테이션을 조사하고 있다고 보도되었다. 이에 대응하여 당국은 한강변 식당에 있던 중국 경찰서를 폐쇄했으며, 국회의원들은 국가의 대간첩법의 허점을 메우기 위한 새로운 법안을 마련하기 시작했다.

#### 타이완
2023년 3월, 타이완 교무위원회 (OCAC)는 프랑스에 있는 중국 해외 경찰서가 프랑스에 있는 OCAC 어학원에 사이버 공격을 감행했다고 밝혔다.
2023년 5월 중화민국 입법원에 제출된 보고서에서 타이완 국가안전국 (NSB)은 화교 커뮤니티를 표적으로 하는 전 세계 100개 이상의 비밀 중국 경찰서를 확인했다고 밝혔다. 스테이션들이 운영되는 은밀한 장소에는 식당, 편의점, 개인 주택 등이 포함되었다. NSB는 이 문제에 대해 다른 국가의 법 집행 기관과 협력하고 있다고 밝혔다.

#### 영국
2023년 5월, 런던에서 음식 배달 앱을 운영하는 린루이요는 자신의 사업이 중국 정부의 "비밀 경찰서" 본부로 사용되었다는 사실을 부인했다.

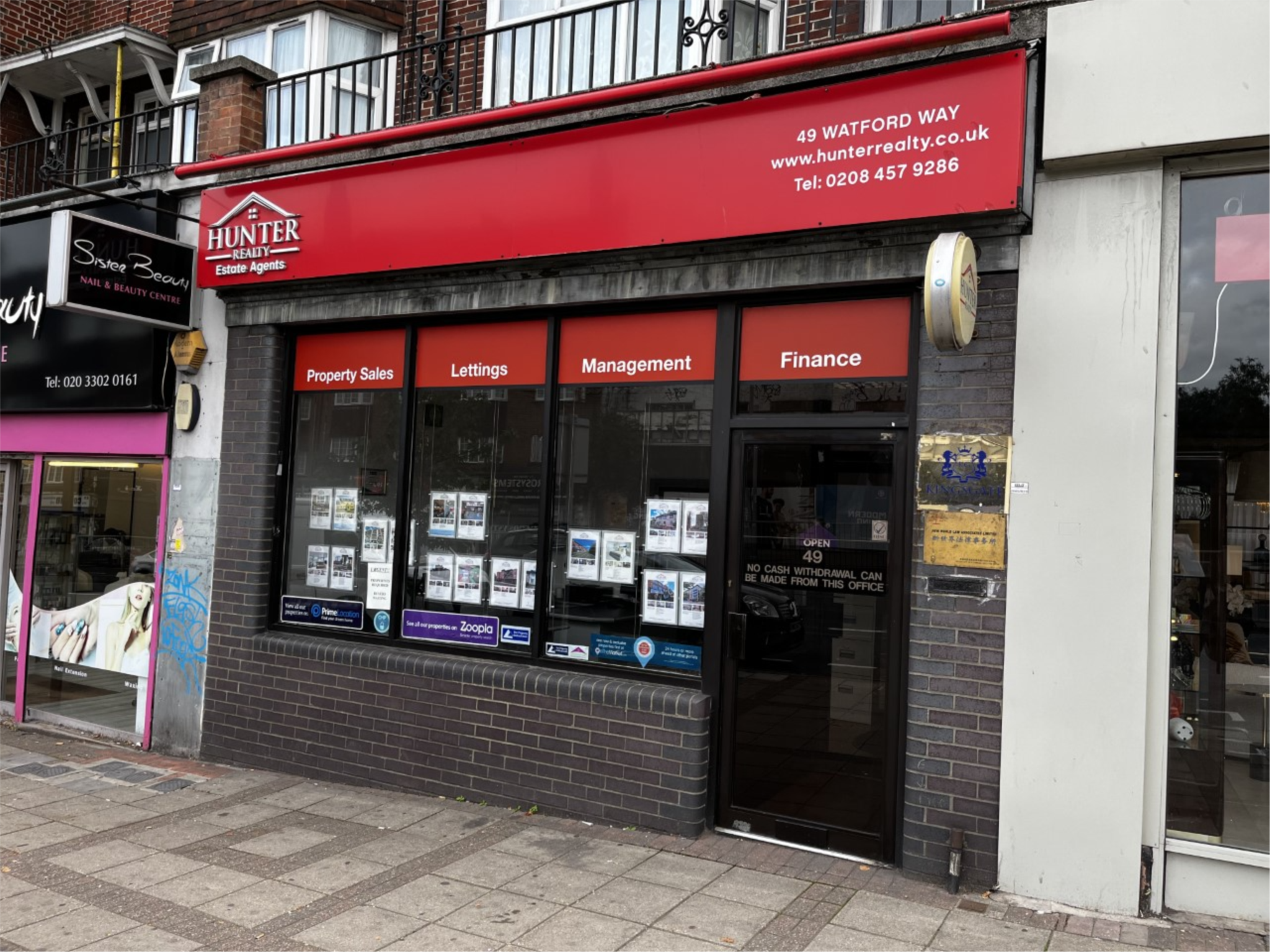
런던 헨던 워트포드 웨이 49번지, 해외 경찰서로 의심되는 곳 중 하나

2023년 6월, 영국 안보부 장관 톰 투겐트하트는 중국이 영국 내 경찰 서비스 스테이션을 폐쇄했으며, 조사 결과 스테이션과 관련된 불법 활동은 발견되지 않았다고 밝혔다.

#### 미국
2022년 11월, 연방수사국 (FBI) 국장 크리스토퍼 A. 레이는 FBI가 미국 내 중국 정부의 미등록 경찰서 설립 보고를 주시하고 있으며, 이러한 행위는 "터무니없고" 미국 주권을 침해하며 "표준적인 사법 및 법 집행 협력 절차를 회피한다"고 말했다.
2023년 1월, 뉴욕 타임스는 익명의 제보자들에 따르면 2022년 말 맨해튼의 차이나타운에 있는 미국 장러 협회 (장러 지구의 이름을 따서 명명됨) 사무실에 푸저우 시 당국이 설치한 것으로 의심되는 스테이션을 연방수사국 방첩 요원들이 급습했다고 보도했다. 이 스테이션은 한 층 전체를 차지했다고 한다. 2022년 10월 FBI 급습 이후 폐쇄되었다.
2023년 4월, FBI는 미국 시민 두 명, 루젠왕("해리")과 천진핑을 체포했다. 이들은 브루클린의 연방 검찰 (뉴욕 동부 지방 검찰청)에 의해 맨해튼에서 경찰 전초기지를 운영하며 미등록 중국 정부 대리인으로 공모한 혐의와 미국 내 활동을 지시하던 공안부 (MPS) 관계자와의 메시지를 삭제하여 사법 방해를 저지른 혐의로 기소되었다. 검찰은 루가 2015년부터 미국에 거주하는 반체제 인사들을 억압하려는 중국의 시도를 도왔다고 밝혔다. 같은 날, 미국 법무부는 34명의 공안부 직원에게 "미국 거주자를 표적으로 한 초국가적 억압 범죄" 혐의를 기소하고, 가짜 소셜 미디어 계정을 사용하여 미국 내 중국 국민을 괴롭히고 위협하며, 해외에 거주하는 중국 반체제 인사들의 언론의 자유를 억압하려 했다고 주장했다. 이 34명의 직원들은 중국에 거주하는 것으로 알려져 있으며, 모두 전 세계적으로 중국에 대한 인식을 높이기 위한 인터넷 기반 정부 영향력 행사 노력인 "912 특별 프로젝트 작업 그룹"의 구성원이다.
미국 검사 브레온 피스는 이 사건이 "중국 정부의 우리 국가 주권에 대한 노골적인 침해를 드러낸다"고 말했다. 미국 법무부 국가 안보국의 매튜 올슨 법무차관보는 중국 정부의 행동이 "용납될 수 있는 국가 간 행동의 범위를 훨씬 넘어선다"며 "권위주의적 억압"을 미국으로 확장하려는 시도라고 말했다.
2023년 7월, 미국 상원 의원 그룹은 미국 법무부에 UFWD와 연관된 "해외 중국인 서비스 센터"를 조사해 달라고 요청했다. 이 센터들은 미국 7개 도시에서 운영되고 있다.
2024년 12월, 맨해튼 거주자인 천진핑은 2022년 10월 급습된 맨해튼 차이나타운의 해외 경찰서 설립과 관련하여 외국 정부의 대리인으로 활동한 공모 혐의를 인정했다.

### 중국 정부의 반응
공식적으로 이 센터들은 해외에 거주하는 중국 국민에게 서비스를 제공한다. 이들은 특히 코로나19 범유행 기간 동안 운전면허증 및 기타 문서를 갱신하고, 초국가적 범죄, 특히 사기에 대응하는 데 사용된다. 중국 정부 소식통에 따르면, 이 센터들은 해외 화교 공동체에 영향을 미치는 불법 또는 범죄 활동을 표적으로 한다. 또한 긴급 상황 발생 시 현지 경찰이나 중국 외교 공관으로 전화를 연결하는 등 조언을 제공한다.

## 위치
| #     | 국가              | 도시 (도시 내 위치)          | 대륙       | 관련 공안국     | 운영 연도 | 출처               |
| ----- | ----------------- | ---------------------------- | ---------- | --------------- | --------- | ------------------ |
| BRN01 | 브루나이          | 반다르스리브가완C            | 아시아     | 푸저우시 공안국 | na.       | [ 8 ]              |
| IDN01 | 인도네시아        | 자카르타C                    | 아시아     | 난퉁시 공안국   | 2016-?    | [ 8 ] [ 61 ]       |
| KHM01 | 캄보디아          | 프놈펜C                      | 아시아     | 칭톈현 공안국   | na.       | [ 8 ]              |
| KHM02 | 캄보디아          | 도시 미상                    | 아시아     | 난퉁시 공안국   | 2016–?    | [ 5 ]              |
| JPN01 | 일본              | 도쿄도C                      | 아시아     | 푸저우시 공안국 | na.       | [ 8 ]              |
| KOR01 | 대한민국          | 서울C                        | 아시아     | 난퉁시 공안국   | na.       | [ 8 ] [ 62 ]       |
| MNG01 | 몽골              | 울란바토르C                  | 아시아     | 푸저우시 공안국 | na.       | [ 8 ]              |
| UZB01 | 우즈베키스탄      | 시르다리오                   | 아시아     | 푸저우시 공안국 | na.       | [ 8 ]              |
| MMR01 | 미얀마            | 양곤                         | 아시아     | 난퉁시 공안국   | 2016–?    | [ 5 ] [ 8 ] [ 63 ] |
| MMR02 | 미얀마            | 도시 미상                    | 아시아     | 라이양시 공안국 | na.       | [ 5 ]              |
| AUS01 | 오스트레일리아    | 시드니                       | 오세아니아 | 원저우시 공안국 | 2018–?    | [ 5 ]              |
| AUT01 | 오스트리아        | 빈C                          | 유럽       | 칭톈현 공안국   | na.       | [ 8 ]              |
| CZE01 | 체코              | 프라하C                      | 유럽       | 푸저우시 공안국 | na.       | [ 8 ] [ 64 ]       |
| CZE02 | 체코              | 프라하C                      | 유럽       | 칭톈현 공안국   | na.       | [ 8 ] [ 64 ]       |
| FRA01 | 프랑스            | 파리C                        | 유럽       | 푸저우시 공안국 | na.       | [ 8 ]              |
| FRA02 | 프랑스            | 파리C                        | 유럽       | 푸저우시 공안국 | na.       | [ 8 ]              |
| FRA03 | 프랑스            | 파리C                        | 유럽       | 칭톈현 공안국   | na.       | [ 8 ]              |
| DEU01 | 독일              | 프랑크푸르트                 | 유럽       | 칭톈현 공안국   | na.       | [ 8 ]              |
| GRC01 | 그리스            | 아테네C                      | 유럽       | 푸저우시 공안국 | na.       | [ 8 ]              |
| HUN01 | 헝가리            | 부다페스트C                  | 유럽       | 푸저우시 공안국 | na.       | [ 8 ]              |
| HUN02 | 헝가리            | 부다페스트C                  | 유럽       | 칭톈현 공안국   | na.       | [ 8 ]              |
| IRL01 | 아일랜드          | 더블린C (케이플 스트리트)    | 유럽       | 푸저우시 공안국 | 2022      | [ 8 ]              |
| ITA02 | 이탈리아          | 피렌체                       | 유럽       | 칭톈현 공안국   | na.       | [ 8 ]              |
| ITA03 | 이탈리아          | 밀라노                       | 유럽       | 칭톈현 공안국   | na.       | [ 8 ]              |
| ITA04 | 이탈리아          | 프라토                       | 유럽       | 푸저우시 공안국 | na.       | [ 8 ] [ 5 ]        |
| ITA01 | 이탈리아          | 로마C                        | 유럽       | 칭톈현 공안국   | na.       | [ 8 ]              |
| NLD01 | 네덜란드          | 암스테르담C                  | 유럽       | 리수이시 공안국 | 2018–?    | [ 6 ]              |
| NLD02 | 네덜란드          | 암스테르담C                  | 유럽       | 칭톈현 공안국   | na.       | [ 8 ]              |
| NLD03 | 네덜란드          | 로테르담                     | 유럽       | 푸저우시 공안국 | na.       | [ 8 ]              |
| NLD04 | 네덜란드          | 로테르담                     | 유럽       | 리수이시 공안국 | 2018–?    | [ 6 ]              |
| PRT01 | 포르투갈          | 리스본C                      | 유럽       | 칭톈현 공안국   | na.       | [ 8 ]              |
| PRT02 | 포르투갈          | 마데이라 제도                | 유럽       | 푸저우시 공안국 | na.       | [ 8 ]              |
| PRT03 | 포르투갈          | 포르투                       | 유럽       | 푸저우시 공안국 | na.       | [ 8 ]              |
| SRB01 | 세르비아          | 베오그라드C                  | 유럽       | 칭톈현 공안국   | na.       | [ 8 ]              |
| SVK01 | 슬로바키아        | 브라티슬라바C                | 유럽       | 칭톈현 공안국   | na.       | [ 8 ]              |
| ESP04 | 스페인            | 바르셀로나                   | 유럽       | 푸저우시 공안국 | na.       | [ 8 ]              |
| ESP05 | 스페인            | 바르셀로나                   | 유럽       | 푸저우시 공안국 | na.       | [ 8 ]              |
| ESP06 | 스페인            | 바르셀로나                   | 유럽       | 칭톈현 공안국   | na.       | [ 8 ]              |
| ESP01 | 스페인            | 마드리드C                    | 유럽       | 푸저우시 공안국 | na.       | [ 8 ]              |
| ESP02 | 스페인            | 마드리드C                    | 유럽       | 푸저우시 공안국 | na.       | [ 8 ]              |
| ESP03 | 스페인            | 마드리드C                    | 유럽       | 칭톈현 공안국   | na.       | [ 8 ]              |
| ESP07 | 스페인            | 산티아고데콤포스텔라         | 유럽       | 칭톈현 공안국   | na.       | [ 8 ]              |
| ESP08 | 스페인            | 발렌시아                     | 유럽       | 푸저우시 공안국 | na.       | [ 8 ]              |
| ESP09 | 스페인            | 발렌시아                     | 유럽       | 칭톈현 공안국   | na.       | [ 8 ]              |
| SWE01 | 스웨덴            | 스톡홀름C                    | 유럽       | 칭톈현 공안국   | na.       | [ 8 ]              |
| UKR01 | 우크라이나        | 오데사                       | 유럽       | 칭톈현 공안국   | na.       | [ 8 ]              |
| GBR03 | 영국              | 글래스고                     | 유럽       | 푸저우시 공안국 | na.       | [ 8 ]              |
| GBR01 | 영국              | 런던C (크로이던)             | 유럽       | 푸저우시 공안국 | na.       | [ 8 ]              |
| GBR02 | 영국              | 런던C (49 Watford Way, 헨던) | 유럽       | 푸저우시 공안국 | na.       | [ 8 ] [ 65 ]       |
| CAN01 | 캐나다            | 토론토                       | 북아메리카 | 푸저우시 공안국 | na.       | [ 8 ]              |
| CAN02 | 캐나다            | 토론토                       | 북아메리카 | 푸저우시 공안국 | na.       | [ 8 ]              |
| CAN03 | 캐나다            | 토론토                       | 북아메리카 | 푸저우시 공안국 | na.       | [ 8 ]              |
| USA01 | 미국              | 뉴욕                         | 북아메리카 | 푸저우시 공안국 | na.       | [ 8 ]              |
| ARG01 | 아르헨티나        | 부에노스아이레스             | 남아메리카 | 푸저우시 공안국 | na.       | [ 8 ]              |
| BRA01 | 브라질            | 리우데자네이루               | 남아메리카 | 칭톈현 공안국   | na.       | [ 8 ]              |
| BRA02 | 브라질            | 상파울루                     | 남아메리카 | 푸저우시 공안국 | na.       | [ 8 ]              |
| CHL01 | 칠레              | 비냐델마르                   | 남아메리카 | 푸저우시 공안국 | na.       | [ 8 ]              |
| ECU02 | 에콰도르          | 과야킬                       | 남아메리카 | 칭톈현 공안국   | na.       | [ 8 ]              |
| ECU01 | 에콰도르          | 키토C                        | 남아메리카 | 푸저우시 공안국 | na.       | [ 8 ]              |
| AGO01 | 앙골라            | 도시 미상                    | 아프리카   | 난퉁시 공안국   | na.       | [ 8 ]              |
| ETH01 | 에티오피아        | 도시 미상                    | 아프리카   | 난퉁시 공안국   | na.       | [ 8 ]              |
| MDG01 | 마다가스카르      | 안타나나리보C                | 아프리카   | 난퉁시 공안국   | na.       | [ 8 ]              |
| LSO01 | 레소토            | 마세루C                      | 아프리카   | 푸저우시 공안국 | na.       | [ 8 ]              |
| NGA01 | 나이지리아        | 베닌시티                     | 아프리카   | 푸저우시 공안국 | na.       | [ 8 ]              |
| NGA02 | 나이지리아        | 도시 미상                    | 아프리카   | 난퉁시 공안국   | na.       | [ 8 ]              |
| ZAF01 | 남아프리카 공화국 | 요하네스버그                 | 아프리카   | 푸저우시 공안국 | na.       | [ 8 ]              |
| ZAF02 | 남아프리카 공화국 | 요하네스버그                 | 아프리카   | 원저우시 공안국 | na.       | [ 8 ]              |
| ZAF03 | 남아프리카 공화국 | 도시 미상                    | 아프리카   | 난퉁시 공안국   | na.       | [ 8 ]              |
| TZA01 | 탄자니아          | 다르에스살람                 | 아프리카   | 칭톈현 공안국   | na.       | [ 8 ] [ 66 ]       |
| ZMB01 | 잠비아            | 도시 미상                    | 아프리카   | 난퉁시 공안국   | 2016–?    | [ 5 ] [ 8 ]        |

## 같이 보기
- 중국의 해외 정보 활동
- 역외적용
- 확대관할법
- 폭스 헌트 작전 및 스카이 넷 작전
- 블랙 감옥
- 한 기관 두 명칭

## 더 읽어보기
- Link, Jordan (2022년 10월 17일). 중국 경찰의 확장되는 국제적 영향력 (보고서). 미국진보센터.